# ميل إنغرام
ميل إنغرام (بالإنجليزية: Mel Ingram)‏ هو لاعب كرة قاعدة أمريكي، ولد في 4 يوليو 1904 في آشفيل في الولايات المتحدة، وتوفي في 28 أكتوبر 1979 في ميدفورد في الولايات المتحدة.

## وصلات خارجية
- ميل إنغرام على موقعبيزبول رفرنس.كوم (الدوري الرئيسي) (الإنجليزية)